# Палдиски
 Тази статия е за града в Естония.  За общината вижте Палдиски (община).  
Палдиски (на естонски: Paldiski) е град в област Харю, северозападна Естония. Населението му е около 3681 души (по приблизителна оценка от януари 2018 г.).
Разположен е на брега на Финския залив на Балтийско море, на 29 km западно от столицата Талин. Основан е от шведите а през 18 век става една от основните руски военноморски бази в Балтийско море. След възстановяването на независимостта на Естония съветската база за подводници е закрита и населението намалява почти два пъти, като и днес е съставено предимно от руснаци.